# 烏伊茲德齊 (茲多爾布尼夫區)
50°27′49″N 26°10′51″E / 50.46361°N 26.18083°E
烏伊茲德齊（烏克蘭語：Уїздці），是烏克蘭西北部的村莊，隸屬里夫內州的里夫內區。該村始建於1497年，面積14平方公里，海拔高度219米，人口800，人口密度每平方公里62.4人。